# Clouds (musikalbum av Tiamat)
Clouds är det svenska hårdrocksbandet Tiamats tredje album och gavs ut av Century Media 1 september 1992. Skivan är inspelad i Woodhouse Studio i Dortmund, Tyskland och producerades av Waldemar Sorychta. Tidigare basisten Jörgen Thullberg hade lämnat bandet och ny basist på skivan är Johnny Hagel. Dessutom medverkar Kenneth Roos på keyboard.
En musikvideo spelades in till singeln "The Sleeping Beauty". Albumomslaget är skapat av Kristian "Necrolord" Wåhlin. Clouds gavs ut som CD, musikkassett och på vinyl. Century Media återutgav skivan tillsammans med live-CD:n The Sleeping Beauty: Live in Israel 2001.

## Låtlista
1. "In a Dream" - 05:12
2. "Clouds" - 03:40
3. "Smell of Incense" - 04:30
4. "A Caress of Stars" - 05:27
5. "The Sleeping Beauty" - 04:10
6. "Forever Burning Flames" - 04:23
7. "The Scapegoat" - 04:57
8. "Undressed" - 07:08

## Medlemmar
- Johan Edlund - gitarr, sång
- Thomas Petersson - elgitarr, akustisk gitarr
- Johnny Hagel - bas
- Niklas Ekstrand - trummor
- Kenneth Roos - keyboard